# Syzeuctus
Syzeuctus är ett släkte av steklar som beskrevs av Förster 1869. Syzeuctus ingår i familjen brokparasitsteklar.

## Dottertaxa tillSyzeuctus, i alfabetisk ordning[1][2]
- Syzeuctus abonis
- Syzeuctus aequatorialis
- Syzeuctus africanus
- Syzeuctus annulatus
- Syzeuctus apicifer
- Syzeuctus apicipennis
- Syzeuctus baezi
- Syzeuctus balius
- Syzeuctus baluchistanensis
- Syzeuctus besamis
- Syzeuctus bicolor
- Syzeuctus bicornis
- Syzeuctus canis
- Syzeuctus capensis
- Syzeuctus caper
- Syzeuctus catagraphus
- Syzeuctus caudulator
- Syzeuctus ceballosi
- Syzeuctus cenitus
- Syzeuctus claripennis
- Syzeuctus clovis
- Syzeuctus comptus
- Syzeuctus conformis
- Syzeuctus congoensis
- Syzeuctus coreanus
- Syzeuctus coronatus
- Syzeuctus crassitarsis
- Syzeuctus cribrosimimus
- Syzeuctus cribrosoideus
- Syzeuctus cribrosus
- Syzeuctus curvilineatus
- Syzeuctus decoratus
- Syzeuctus demitus
- Syzeuctus diplolepis
- Syzeuctus distinctus
- Syzeuctus dorcus
- Syzeuctus dusmeti
- Syzeuctus electus
- Syzeuctus elegans
- Syzeuctus elongatus
- Syzeuctus ephialtinus
- Syzeuctus epischniae
- Syzeuctus eximius
- Syzeuctus exsculptus
- Syzeuctus felis
- Syzeuctus flavimargo
- Syzeuctus forpis
- Syzeuctus fulvipalpis
- Syzeuctus fuscator
- Syzeuctus fuscicornis
- Syzeuctus galbinus
- Syzeuctus gaullei
- Syzeuctus globiceps
- Syzeuctus guatemalensis
- Syzeuctus heluanensis
- Syzeuctus hessei
- Syzeuctus hezonicus
- Syzeuctus hyalinipennis
- Syzeuctus iampus
- Syzeuctus immedicatus
- Syzeuctus inaequalis
- Syzeuctus incompletus
- Syzeuctus indicus
- Syzeuctus insolitus
- Syzeuctus interstitialis
- Syzeuctus irrisorius
- Syzeuctus ituriensis
- Syzeuctus judtitus
- Syzeuctus kasparyator
- Syzeuctus kenyensis
- Syzeuctus kespius
- Syzeuctus kivuensis
- Syzeuctus kwiluensis
- Syzeuctus lacustris
- Syzeuctus laminatus
- Syzeuctus lemur
- Syzeuctus leo
- Syzeuctus leptopunctatus
- Syzeuctus lineaticeps
- Syzeuctus longiceps
- Syzeuctus longigenus
- Syzeuctus longivalvator
- Syzeuctus lurinus
- Syzeuctus macrospiracularis
- Syzeuctus maculipennis
- Syzeuctus marshalli
- Syzeuctus meridionalis
- Syzeuctus minasensis
- Syzeuctus movicus
- Syzeuctus multipictus
- Syzeuctus nagzirae
- Syzeuctus namaquensis
- Syzeuctus nanus
- Syzeuctus pallidator
- Syzeuctus peringueyi
- Syzeuctus petiolaris
- Syzeuctus possitus
- Syzeuctus puberulus
- Syzeuctus robustor
- Syzeuctus rodhaini
- Syzeuctus rostratus
- Syzeuctus ruberrimus
- Syzeuctus sambonis
- Syzeuctus senegalensis
- Syzeuctus speciosus
- Syzeuctus spilostoma
- Syzeuctus szilagysagiensis
- Syzeuctus takaozanus
- Syzeuctus tanycorpus
- Syzeuctus tenuifasciatus
- Syzeuctus tigris
- Syzeuctus tonganus
- Syzeuctus torrevillasi
- Syzeuctus tricolor
- Syzeuctus turcator
- Syzeuctus vedoris
- Syzeuctus vigil
- Syzeuctus villosus
- Syzeuctus zairensis
- Syzeuctus zanthorius